# Sete Ofensivas Inimigas
As Sete Ofensivas Inimigas (Servo-croata: Sedam neprijateljskih ofanziva) é um nome usado na historiografia iugoslava para se referir a sete grandes operações militares do Eixo realizadas durante a Segunda Guerra Mundial na Iugoslávia contra os Partisans iugoslavos.
Estas sete grandes ofensivas eram distintas da guerra quotidiana que acontecia em todas as partes do país; e também eram distintas das operações planeadas que envolviam um grande número de tropas contra regiões isoladas. As sete ofensivas foram sete tentativas diferentes de manobras cuidadosamente planeadas, coordenadas e extensas para aniquilar o núcleo principal da resistência partidária. 

## Operações
As Sete Ofensivas Inimigas são:
- A Primeira Ofensiva Inimiga, o ataque conduzido pelo Eixo no outono de 1941 contra a “República de Užice”, um território libertado que os Partidários estabeleceram na região ocidental do Território do Comandante Militar na Sérvia. Em novembro de 1941, sob o codinome "Operação Uzice", as tropas alemãs atacaram e reocuparam este território, com a maioria das forças partidárias fugindo em direção à Bósnia. Foi durante esta ofensiva que a tênue colaboração entre os guerrilheiros e os monarquistas Chetniks se desfez e se transformou em hostilidade aberta.
- A Segunda Ofensiva Inimiga, consistiu em três operações consecutivas conduzidas por forças alemãs, italianas e do Estado Independente da Croácia, a Operação Sudeste da Croácia e a Operação Ozren contra as forças partidárias no leste da Bósnia, e a Operação Prijedor para aliviar as forças alemãs e croatas sitiadas no noroeste da Bósnia. No leste da Bósnia, as tropas partidárias evitaram o cerco e foram forçadas a recuar sobre a montanha Igman, perto de Sarajevo.
- A Terceira Ofensiva Inimiga, que consistiu em duas operações contra forças partidárias no leste da Bósnia, Montenegro, Sandžak e Herzegovina que ocorreram na primavera de 1942. Estas operações foram a Operação Trio Alemão-Italiana e a Ofensiva Ítalo-Chetnik Montenegro. A Ofensiva Kozara, que ocorreu no noroeste da Bósnia no verão de 1942, conhecida como Operação West-Bosnien pelos alemães, não é considerada parte da Terceira Ofensiva Inimiga.
- A Quarta Ofensiva Inimiga, lançada pelas forças alemãs, italianas, do Estado Independente da Croácia e de Chetniks, também é conhecida como Batalha de Neretva ou Fall Weiss (Caso Branco). O conflito abrange a área entre o oeste da Bósnia e o norte da Herzegovina, e culmina na retirada dos Partidários sobre o rio Neretva. Aconteceu de janeiro a abril de 1943.
- A Quinta Ofensiva Inimiga, também conhecida como Batalha de Sutjeska ou Fall Schwarz (Caso Negro), foi um ataque das forças alemãs, italianas, do Estado Independente da Croácia e da Bulgária. A operação seguiu imediatamente a Quarta Ofensiva e incluiu um cerco completo de Forças partidárias no sudeste da Bósnia e no norte de Montenegro em maio e junho de 1943.
- A Sexta Ofensiva Inimiga, também conhecida como Operação Kugelblitz, uma série de operações empreendidas pela Wehrmacht e pelos militares do NDH após a capitulação da Itália (Armistício de Cassibile) na tentativa de assegurar a costa do Mar Adriático. Aconteceu no outono e inverno de 1943/44.
- A Sétima Ofensiva Inimiga, o ataque final no oeste da Bósnia na primavera de 1944, que incluiu a Operação Rösselsprung, uma tentativa frustrada de eliminar pessoalmente Josip Broz Tito e aniquilar a liderança do movimento Partisan, localizado em Drvar.

Ao final da sétima ofensiva, a maior parte da Iugoslávia estava seguramente em mãos partidárias. 

## Interpretações
Era da natureza da resistência partidária que as operações contra ela a eliminassem completamente ou a deixassem potencialmente mais forte do que antes. Isto foi demonstrado pela sequência de cada uma das cinco ofensivas anteriores, das quais, uma após a outra, as brigadas e divisões partidárias emergiram mais fortes em experiência e armamento do que antes, com o apoio de uma população que passou a ver nenhuma alternativa à resistência senão a morte, a prisão ou a fome. Não poderia haver meias-medidas; os alemães não deixaram nada para trás, exceto um rastro de ruínas. O que noutras circunstâncias poderia ter permanecido a guerra puramente ideológica que os reaccionários no estrangeiro afirmavam ser (e a propaganda alemã fez tudo o que estava ao seu alcance para os apoiar) tornou-se uma guerra pela preservação nacional. Isto era tão claro que não havia espaço para o provincianismo; Sérvios, Croatas e Eslovenos, Macedónios, Bósnios, Cristãos e Muçulmanos, Ortodoxos e Católicos, afundaram as suas diferenças no puro desespero de lutar para permanecerem vivos.

-Basil Davidson

## Mapas

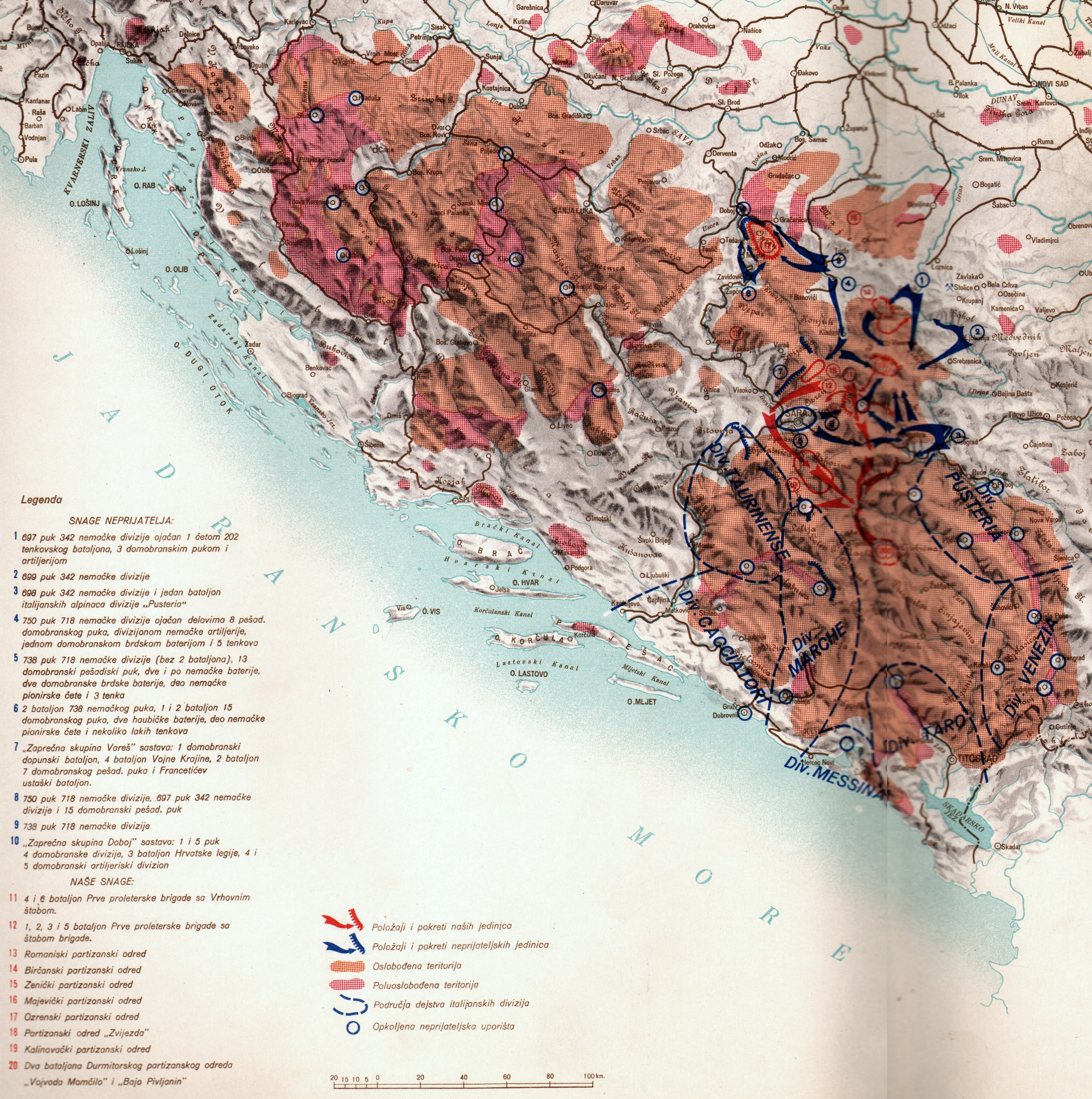
Segunda Ofensiva Inimiga.
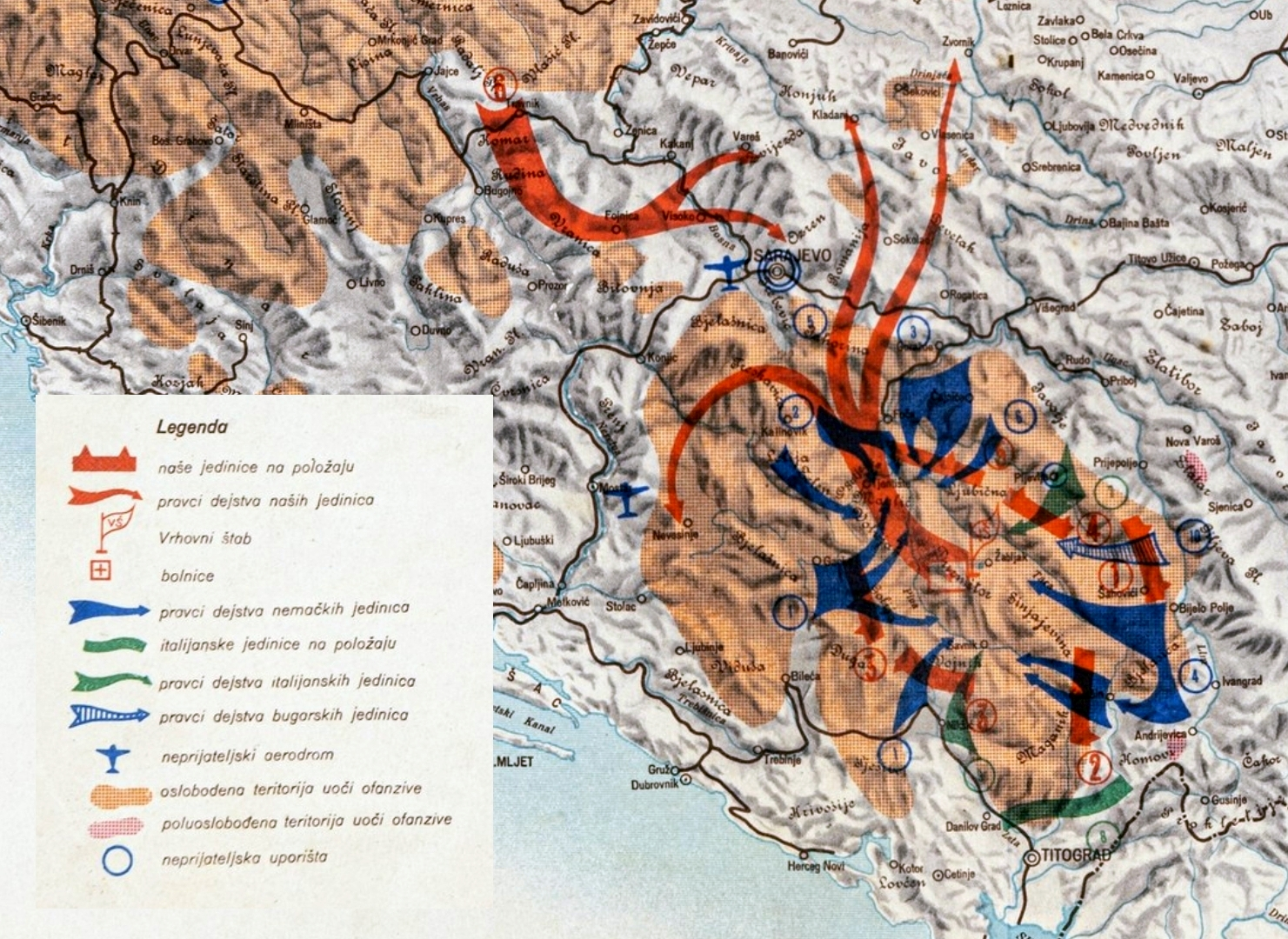
Quinta Ofensiva Inimiga.
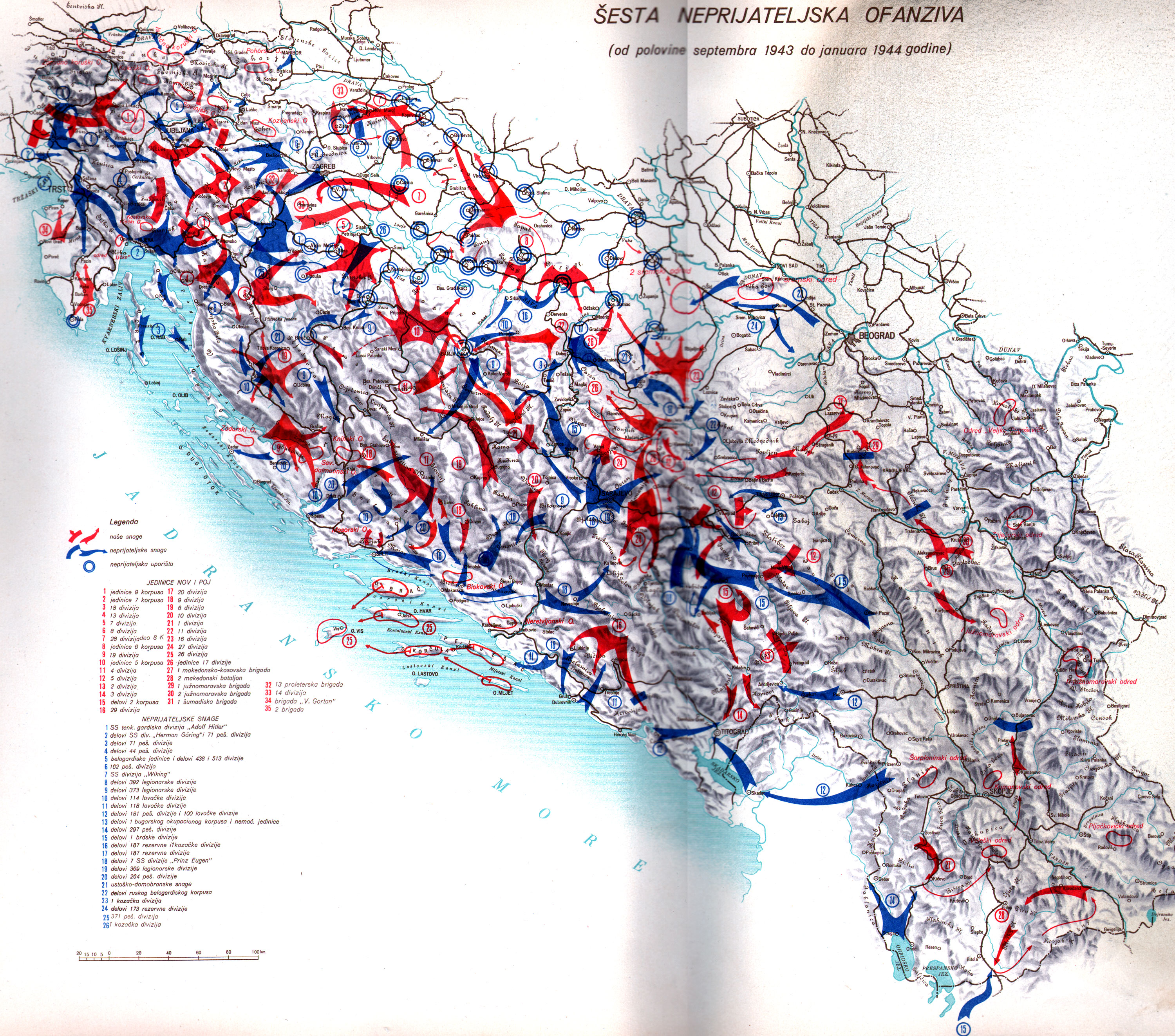
Sexta Ofensiva Inimiga.
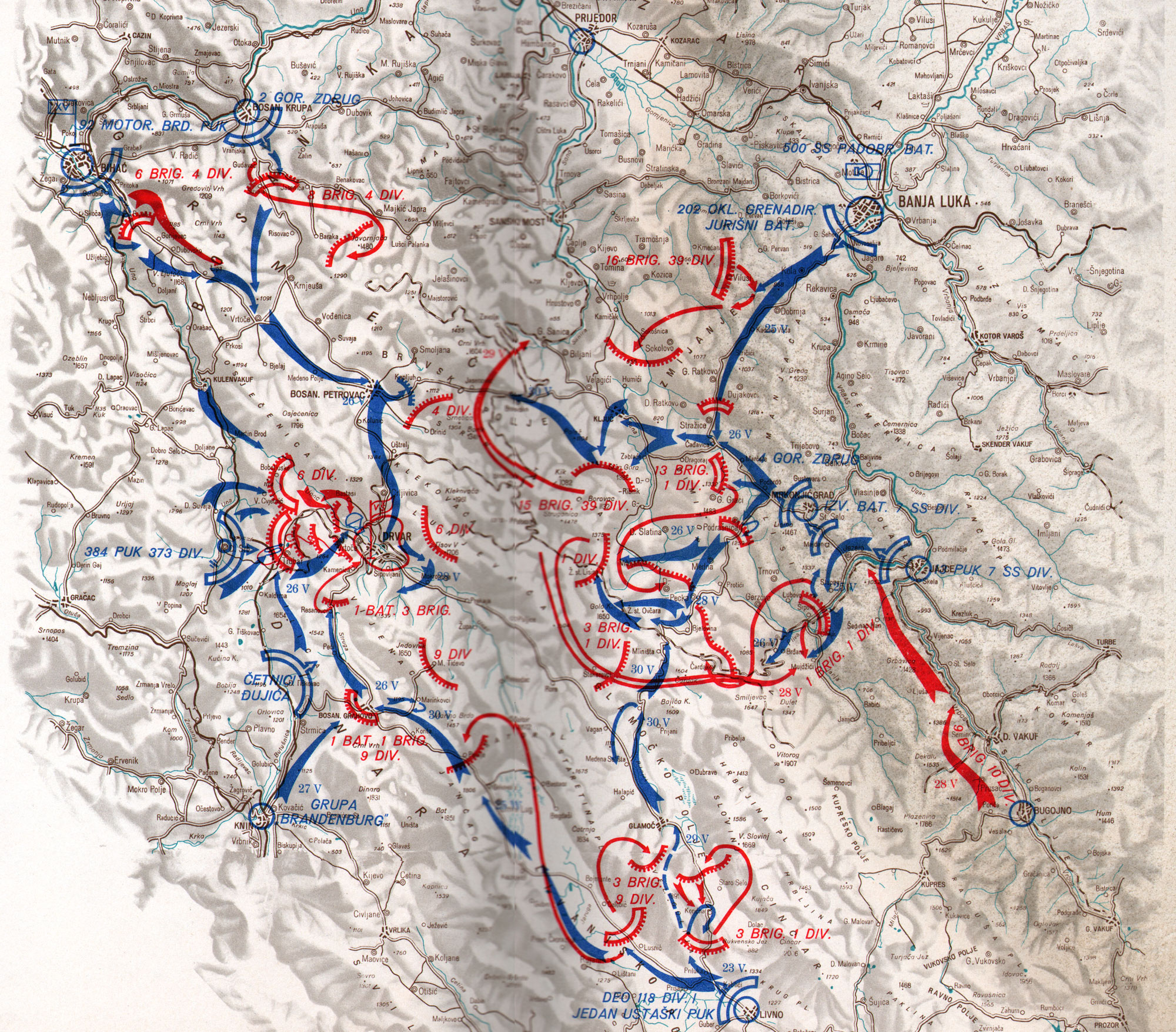
Sétima Ofensiva Inimiga.